# 애니콜 컬러 스캔
애니콜 컬러 스캔(Anycall Color Scan)은 삼성전자가 2010년 5월에 SK텔레콤 전용으로 출시한 휴대 전화이다.

## 특징
- 외부화면에 23 × 5(가로 × 세로)의 외부 LED를 사용한다.
- 스터디 워치 기능이 있다.
- 심폐소생술(CPR) 동영상이 기본으로 탑재되어 있다.

## 색상
- 펄 화이트
- 로즈 핑크